# Charles-Joseph de Flahaut
Charles Auguste Joseph, hrabě de Flahaut de La Billarderie (21. dubna 1785 Paříž — 1. září 1870 Paříž) byl francouzský generál a diplomat.

## Život

### Původ a rodina
Oficiálně byl synem Alexandra Sebastiena hraběte de Flahaut de La Billarderie, popraveného guillotinou v Arrasu v únoru 1793 a jeho manželky Marie-Adélaïde Filleul, později známé jako markýza de Souza. Ve skutečnosti byl jeho otcem pravděpodobně pozdější státník hrabě Charles de Talleyrand-Périgord. Pro tuto domněnku hovoří časová shoda mezi známým vztahem Talleyranda k matce Charlese Josepha a jeho narozením, fyzická podoba, křestní jméno narozeného, ale i úzká spolupráce mezi Talleyrandem a Charlesem de Flahaut až do Talleyrandovy smrti roku 1838.

### Kariéra do roku 1815
Po popravě manžela vzala ovdovělá hraběnka de Flahaut Charlese Josepha roku 1793 s sebou do exilu, kde zůstal až do roku 1798. Po návratu do Francie vstoupil jako dobrovolník do armády a tentýž rok, po bitvě u Marenga (14. června 1800), obdržel důstojnický patent.
Stal se adjutantem Muratovým a roku 1805 byl v bitvě u Landbachu zraněn. Po bitvě u Friedlandu (14. června 1807) dostal kříž Čestné legie a vrátil se do Paříže. Sloužil pak ve Španělsku a v Německu. Vyznamenal se v bitvě u Wagramu (5. a 6. července 1809) a byl povýšen na plukovníka a jmenován baronem císařství.
Během Napoleonova pobytu ve Varšavě roku 1807 navázal Flahaut milostný vztah k Anně hraběnce Potocké, ve kterém hraběnka toužila pokračovat po svém přesídlení do Paříže. Flahaut ale mezitím navázal intimní vztah k Hortense de Beauharnais, nevlastní dceři a švagrové Napoleona I. a v letech 1806–1810 královně holandské. Ze vzájemného vztahu se narodil 21. října 1811 syn Charles Auguste Louis Joseph Demorny, pozdější vévoda de Morny, významný politik Druhého císařství a tedy poloviční bratr Napoleona III. Flahautovo otcovství Napoleona III. samého je mj. z časových důvodů vysoce nepravděpodobné až nemožné.
Flahaut bojoval statečně v ruské kampani roku 1812 a roku 1813 byl povýšen na brigádního generála. Poté se stal Napoleonovým adjutantem a téhož roku po prohrané bitvě u Lipska (16.-19. října 1813) byl opět povýšen na divizního generála a jmenován hrabětem císařství. V bitvě u Hanau (30. října 1813) se vyznamenal svým hrdinstvím a poté byl Napoleonem pověřen úlohou zprostředkovatele jednání se spojenci. Po abdikaci Napoleona v dubnu 1814 se Flahaut podřídil nové vládě, ale byl v září 1814 ze státní služby propuštěn. Až do návratu Napoleona z ostrova Elby žil v soukromí s Hortense de Beauharnais.
Během vlády Sta dní byl reaktivován a pověřen poselstvím do Vídně za účelem návratu císařovny Marie Louisy. Byl však už ve Stuttgartu zatčen a přinucen k návratu do Francie. Napoleon jej jmenoval pairem, opět se stal císařovým adjutantem a s ním bojoval u Ligny (16. června 1815) a u Waterloo (18. června 1815).

### Kariéra po roce 1815
Poté se ještě svým vlivem v komoře pairů snažil prosadit nástupnictví Napoleona II. Vlivem Talleyrandovým nebyl přinucen k exilu, ale žil pod přísným policejním dohledem. Proto odešel do emigrace a žil nejprve v Německu. Poté odešel do Anglie, kde se oženil s Margaretou dcerou admirála George Keitha, l. vikomta Keitha. Francouzský vyslanec protestoval proti sňatku, ale jediným výsledkem protestu bylo Flahoutovo odevzdání důstojnického patentu. Jeho nejstarší dcera Emily Jane se později provdala za Henry Petty-Fitzmaurice, 4. markýze z Lansdowne.
Roku 1827 se rodina vrátila do Francie a roku 1830 mu Ludvík-Filip vrátil hodnost generálporučíka a jmenoval jej opět francouzským pairem. Roku 1831 byl krátce vyslancem v Berlíně a poté žil v Antverpách na dvoře prince Ferdinanda Philippa, vévody z Orleansu. Roku 1837 se Flahaut stal princovým vrchním štolbou. Po princově smrti roku 1841 byl Flahaut poslán do Vídně, kde zastával funkci vyslance až do únorové revoluce roku 1848. Po vyhlášení obnovené Francouzské republiky byl z diplomatických i armádních služeb propuštěn a žil v soukromí. Po státním převratu Napoleona III. dne 2. prosince 1851 byl opět aktivován (jeho syn vévoda de Morny se stal ministrem vnitra) a jmenován roku 1853 senátorem, roku 1854 velkokancléřem Čestné legie a v letech 1860-1862 vyslancem Francie v Londýně.
Poté odešel definitivně do penze a žil až do své smrti v roce 1870 v Paříži.